# Медаль «За підкорення Чечні та Дагестану»
Медаль «За підкорення Чечні та Дагестану» — державна нагорода Російської імперії. Заснована на ознаменування завершення Кавказької війни.

## Основні відомості
Медаль «За підкорення Чечні та Дагестану» призначалася для нагородження осіб, які мали стосунок до завершального етапу війни в Чечні та Дагестані. Засновано 15 (27) липня 1860 року за указом імператора Олександра II. Указ було надано військовому міністру.

## Порядок нагородження
Медаллю нагороджувалися такі особи:
- Усі чини армії, зокрема генерали, офіцери, нижні чини, як стройові, і нестройові, які брали участь у бойових діях Чечні і Дагестані з 1857 по 1859 рік;
- Війська місцевої міліції, різні волонтери, які брали участь у битвах;
- Чиновники, священики та медики, які перебували при військах у період воєнних дій і виконували свої обов'язки під час бойових експедицій.

## Опис медалі
Це срібна медаль діаметр 28 мм. На лицьовій стороні зображений хитромудрий вензель Олександра II, увінчаний великою імператорською короною. На зворотному боці вздовж краю по колу напис: «ЗА ПОКОРЕНІЕ ЧЕЧНИ И ДАГЕСТАНА». Внизу, між початком та кінцем напису, невелика розетка. У центрі чотири рядки горизонтально вказані роки бойових дій, які завершили війну в Чечені і Дагестані: «въ 1857, 1858 и 1859.».
На Санкт-Петербурзькому монетному дворі всього було викарбувано 145 115 медалей. Крім того, існують варіанти медалі, виконані у приватних майстернях. Вони можуть істотно відрізнятися від медалей, випущених на монетному дворі, за деталями зображення та розмірами. Відомі варіанти, виконані не тільки у сріблі, а й у бронзі з наступним срібленням.

## Порядок носіння
Медаль мала вушко для кріплення до колодки чи стрічки. Носити медаль слід було на грудях. Стрічка медалі — комбінована Георгіївсько-Олександрівська. Її слід відрізняти від Олександрівсько-Георгіївської стрічки медалі «На згадку про російсько-японську війну».
З 13 (26) серпня 1911 року, за указом Миколи II, поранені та контужені в боях отримали можливість носити ці медалі на стрічці з бантом.

## Зображення медалі

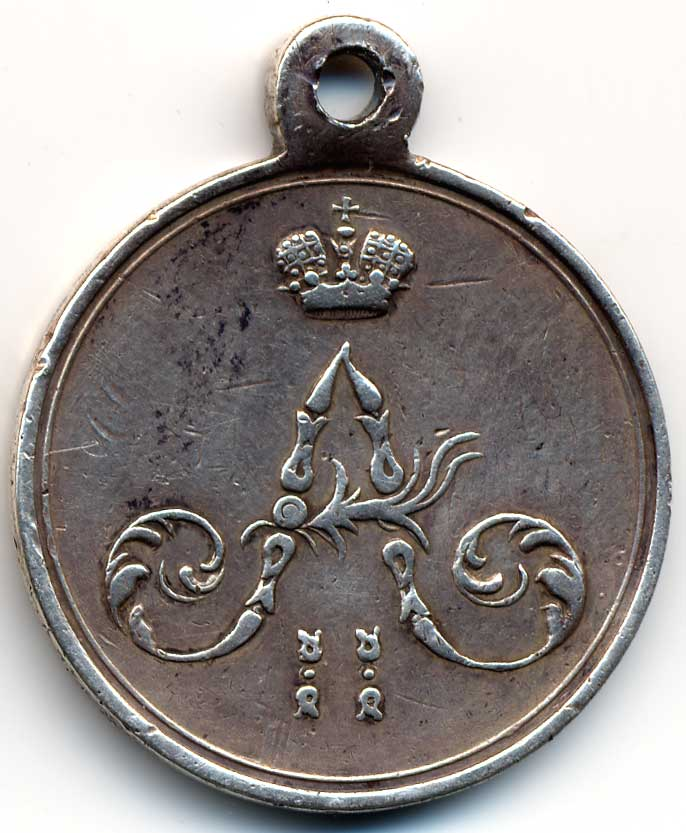
Аверс, приватна майстерня
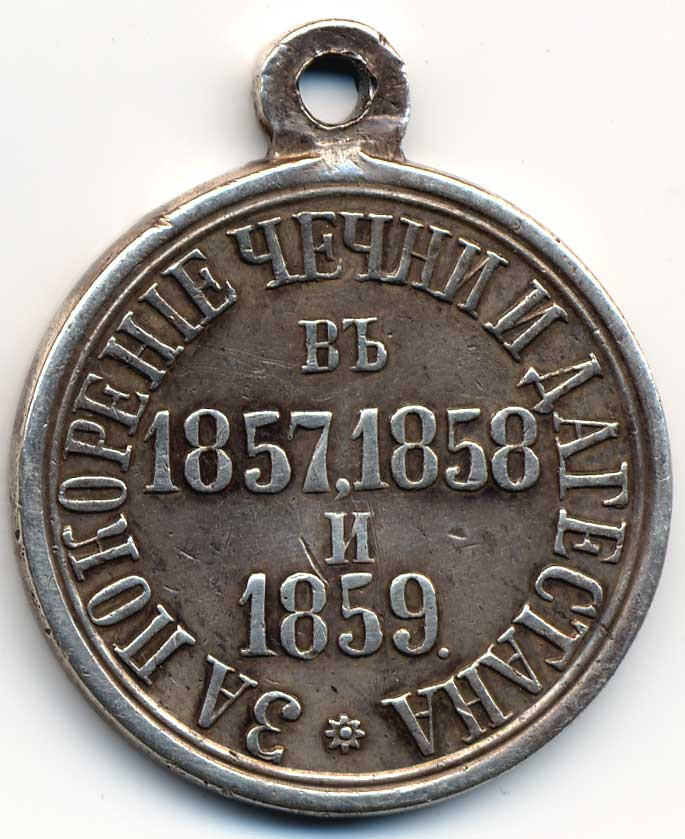
Реверс, приватна майстерня
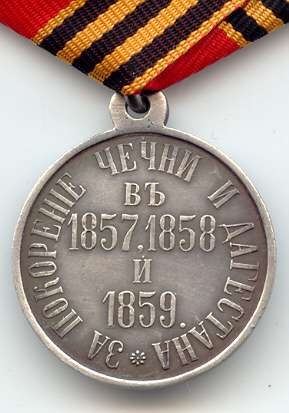
Реверс зі стрічкою
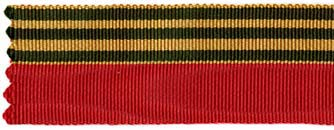
Стрічка